# Once Again (album de Barclay James Harvest)
Pour les articles homonymes, voir Once Again.
Albums de Barclay James Harvest
Barclay James Harvest
(1970) Barclay James Harvest & other short stories
(1971)
Once Again, sorti en 1971, est le deuxième album du groupe britannique de rock progressif Barclay James Harvest.

## Pochette
La pochette du disque vinyle d'origine, conçue par Latimer Reeves, représente un  papillon, que l'on ne peut voir en entier que si l'on déploie la pochette. Un petit papillon en noir et blanc apparaît également à l'intérieur quand on ouvre la pochette.
Ce papillon est repris de la pochette du premier album du groupe (intitulé simplement Barclay James Harvest) qui représentait un vitrail très stylisé dont le motif central était entouré de quatre papillons.
Le papillon est le motif emblématique de BJH et on le retrouve sur  nombre de ses albums : Barclay James Harvest, Once Again, Time Honoured Ghosts, Octoberon, Gone to Earth, XII, Turn of the Tide....

## Historique
L'album est enregistré par Peter Bown,.
Produit par Norman Smith, il est publié en disque vinyle long play (LP) en 1971 par Harvest Records (un label du groupe EMI) sous la référence SVHL 788,. Le design de la couverture est l'œuvre de Latimer Reeves,.
Il est également publié la même année par EMI lui-même, par Odeon (un autre label du groupe EMI) et par Sire, un label américain fondé par Seymour Stein et Richard Gottehrer,.
L'album est réédité en LP de 1972 à 2012 par les labels Harvest, Si-Wan Records et Back On Black, puis en CD de 1992 à 2015 par les labels Harvest, EMI, Brimstone Records et Not On Label (Barclay James Harvest).

## Accueil critique
Colin Larkin, dans son ouvrage The Encyclopedia of Popular Music paru en 2007, attribue 4 étoiles à l'album Once Again.
Le site AllMusic attribue 3.5 étoiles à l'album. Le critique musical Paul Collins d'AllMusic estime que « Le second album du groupe le montre à nouveau à l'œuvre  dans un style très proche du rock orchestral, largement porté par les claviers de Stewart Wooly Wolstenholme et la présence du London Symphony Orchestra. La portée de la musique dépasse cependant la portée des paroles : il leur manque le style froid de Peter Sinfield ou l'intelligence allusive de Peter Gabriel. Il y a quand même ici de belles compositions. She Said passe d'une ouverture au mellotron à un hymne lent. Song for Dying met en évidence les excellentes capacités du groupe en matière d'harmonies vocales, tandis que Mocking Bird, un futur classique en concert, montre une évolution spectaculaire, passant de la guitare acoustique au grand orchestre. ».

## Titres

### Face 1
1. She Said - 8:21
2. Happy Old World - 4:40
3. Song for Dying - 5:02
4. Galadriel - 3:14

### Face 2
1. Mocking Bird  - 6:39
2. Vanessa Simmons - 3:45
3. Ball and Chain - 4:49
4. Lady Loves - 4:07

### Pistes bonus
Lors de la remasterisation de l'album en 2002, la liste des titres a été augmentée avec les morceaux suivants :
1. Introduction - White Sails (A Seascape) – 1:43
2. Too Much On Your Plate – 5:28
3. Happy Old World – 4:40 Quadriphonie
4. Vanessa Simmons – 3:46 Quadriphonie
5. Ball And Chain – 4:48 Quadriphonie

## Musiciens

### Barclay James Harvest
- John Lees : chant, guitare
- Les Holroyd : chant, guitare basse
- Stuart John Wolstenholme (dit Woolly Wolstenholme) : chant, claviers[Notes 1]
- Mel Pritchard : batterie

### Musiciens additionnels
Sur cet album, le groupe est accompagné du « Barclay James Harvest Symphony Orchestra » dirigé par Robert Godfrey.
On notera également qu'Alan Parsons joue de la guimbarde sur Lady Loves.